# Rècords de l'NBA
Aquests són alguns dels rècords assolits a la història de l'NBA.

## Punts
Més punts en un partit
- Wilt Chamberlain, 100 punts (1961-62)
- Kobe Bryant, 81 punts (2005-06)
- Wilt Chamberlain, 78 punts (1961-62)
- Wilt Chamberlain, 73 punts (1961-62)
- Wilt Chamberlain, 73 punts (1962-63)

Més punts en un temps (dos quarts)
- Wilt Chamberlain, 62 punts (1961-62)
- Kobe Bryant, 55 punts (2005-06)
- David Thompson, 53 punts (1977-78)
- George Gervin, 53 punts (1977-78)

Més punts en un quart
- George Gervin, 33 punts (1977-78)
- David Thompson, 32 punts (1977-78)
- Wilt Chamberlain, 31 punts (1961-62)

Més punts en una pròrroga
- Gilbert Arenas, 16 punts (2006-07)
- Earl Boykins, 15 punts (2004-05)
- Butch Carter, 14 punts (1983-84)
- Earl Monroe, 13 punts (1969-70)
- Joe Caldwell, 13 punts (1969-70)
- Steve Smith, 13 punts (1996-97)

Més punts en un partit per un rookie
- Wilt Chamberlain, 58 punts (1959-60)
- Wilt Chamberlain, 58 punts (1959-60)
- Rick Barry, 57 punts (1965-66)
- Earl Monroe, 56 punts (1967-68)

Millor mitjana de punts en una temporada
- Wilt Chamberlain, 50.4 (1961-62)
- Wilt Chamberlain, 44.8 (1962-63)
- Wilt Chamberlain, 38.4 (1960-61)
- Elgin Baylor, 38.3 (1961-62)
- Wilt Chamberlain, 37.6 (1959-60)

Més punts anotats en una temporada
- Wilt Chamberlain, 4.029 (1961-62)
- Wilt Chamberlain, 3.586 (1962-63)
- Michael Jordan, 3.041 (1986-87)

Més punts anotats en una temporada por un rookie
- Wilt Chamberlain, 2.707 (1959-60)
- Walt Bellamy, 2495 (1961-62)
- Kareem Abdul-Jabbar, 2.361 (1969-70)

## Rebots
Més rebots en un partit:
- Wilt Chamberlain, 55 rebots (1960-61)
- Bill Russell, 51 rebots (1959-60)
- Bill Russell, 49 rebots (1957-58)
- Bill Russell, 49 rebots (1964-65)
- Wilt Chamberlain, 45 rebots (1959-60)

Més rebots en un quart:
- Nate Thurmond, 18 rebots (1964-65)
- Bill Russell, 17 rebots (1957-58)
- Bill Russell, 17 rebots (1958-59)
- Bill Russell, 17 rebots (1959-60)
- Wilt Chamberlain, 17 rebots (1959-60)

Més rebots en un temps (2 quart):
- Bill Russell, 32 rebots (1957-58)
- Wilt Chamberlain, 31 rebots (1959-60)
- Wilt Chamberlain, 28 rebots (1960-61)

Més rebots d'un rookie en un partit:
- Wilt Chamberlain, 45 rebots (1959-60)
- Wilt Chamberlain, 43 rebots (1959-60)
- Wilt Chamberlain, 42 rebots (1959-60)
- Wilt Chamberlain, 42 rebots (1959-60)

Millor mitjana de rebots per partit en una temporada:
- Wilt Chamberlain, 27,2 rebots per partit (1960-61)
- Wilt Chamberlain, 27,0 rebots per partit (1959-60)
- Wilt Chamberlain, 25,7 rebots per partit (1961-62)
- Bill Russell, 24,7 rebots per partit (1963-64)
- Wilt Chamberlain, 24,6 rebots per partit (1965-66)

## Assistències
Més assistències en un partit:
- Scott Skiles, 30 assistències (1990-91)
- Kevin Porter, 29 assistències (1977-78)
- Bob Cousy, 28 assistències (1958-59)
- Guy Rodgers, 28 assistències (1962-63)
- John Stockton, 28 assistències (1990-91)

Més assistències en una temporada (mitjana)
- John Stockton, 14,5 assistències (1989-90)
- John Stockton, 14,2 assistències (1990-91)
- Isiah Thomas, 13,9 assistències (1984-85)
- John Stockton, 13,8 assistències (1987-88)
- John Stockton, 13,8 assistències (1991-92)

Més assistències en una temporada (total)
- John Stockton, 1164 assistències (1990-91)
- John Stockton, 1134 assistències (1989-90)
- John Stockton, 1128 assistències (1987-88)

Més assistències en una carrera
- John Stockton, 15.806 assistències
- Mark Jackson, 10.334 assistències
- Magic Johnson, 10.141 assistències
- Jason Kidd, 12.091 assistències
- Oscar Robertson, 9.887 assistències

## Taps
Més taps en un partit:
- Elmore Smith, 17 taps (1973-74)
- Manute Bol, 15 taps (1985-86)
- Manute Bol, 15 taps (1986-87)
- Shaquille O'Neal, 15 taps (1993-94)

Més taps en un temps (2 quarts):
- Elmore Smith, 11 tapones
- George Johnson, 11 tapones
- Manute Bol, 11 tapones

Més taps per partit en una temporada:
- Mark Eaton, 5,56 (1984-85)
- Manute Bol, 4,96 (1985-86)
- Elmore Smith, 4,85 (1973-74)

Més taps en una carrera:
- Hakeem Olajuwon, 3.830
- Dikembe Mutombo, 3.291
- Kareem Abdul-Jabbar, 3.189
- Mark Eaton, 3.064

## Pilotes robades
Més robades en un partit:
- Larry Kenon, 11 pilotes robades (1976-77)
- Kendall Gill, 11 pilotes robades (1998-99)

## Tirs de camp
Més tirs de camp anotats en un partit:
- Wilt Chamberlain, 36 tirs anotats (1961-62)
- Wilt Chamberlain, 31 tirs anotats (3P) (1960-61)
- Kobe Bryant, 28 tirs anotats de 46 intents (2005-06)

Més tirs de camp intentats en un partit:
- Wilt Chamberlain, 63 tirs intentats (1961-62)
- Kobe Bryant, 46 tirs intentats (2005-06)
- Wilt Chamberlain, 31 tirs intentats (3P) (1960-61)

Més tirs de camp intentats sense anotar en un partit:
- Tim Hardaway, 17 tirs (1991-92)
- John Starks, 2 de 18 (7º partit de les finals de la temporada 1993-94)

## Tirs lliures
Més tirs lliures anotats en un partit:
- Wilt Chamberlain, 28 tirs lliures anotats (1961-62)
- Adrian Dantley, 28 tirs lliures anotats (1983-84)
- Adrian Dantley, 27 tirs lliures anotats (1983-84)

Més tirs lliures intentats en un partit:
- Wilt Chamberlain, 34 tirs lliures intentats (1961-62)
- Wilt Chamberlain, 32 tirs lliures intentats (1961-62)

Més tirs lliures anotats consecutius:
- Michael Williams, 97 tirs lliures anotats (3/24/1993-11/9/1993)

- José Manuel Calderón, 87 tirs lliures anotats (11/04/2008-31/01/2009)

- Kobe Bryant, 62 tirs lliures anotats (3/24/1993-11/9/1993)

- Emanuel Ginóbili, 43 tirs lliures anotats (2007-08) (jugador en actiu, dades del 29 de març de 2008)

## Triples
Més triples anotats en un partit:
- Stephen Curry, 16 triples (2021-22)(En un All-Star)

Més triples anotats per un rookie en un partit:
- Jason Kidd, 8 triples (1994-95)
- Chris Duhon, 8 triples (2004-05)
- Juan Carlos Navarro, 8 triples (2007-08)